# Copa de l'Avenir
La Copa de l'Avenir (en francès i oficialment, Coupe de l'Avenir) és una prova internacional de motocròs per equips que es disputa d'ençà de 1967. La prova s'inspira en el Motocròs de les Nacions i es reserva a pilots menors de 21 anys.

## Història
L'esdeveniment fou creat per Joël Robert amb la idea d'oferir una competició als millors pilots joves per tal d'ajudar-los a assolir el màxim nivell i iniciar una carrera professional. De fet, molts pilots guanyadors de la Copa de l'Avenir esdevingueren anys més tard campions del món, entre els quals Gaston Rahier, André Malherbe, Stefan Everts i Steve Ramon. El format de la cursa era similar al del Motocròs de les Nacions: totes les federacions motociclistes del món eren convidades a participar-hi amb un equip de 3 pilots, comptant el resultat assolit per tots ells de cara a la classificació final de l'equip estatal. Hi havia també un guanyador individual, com en qualsevol cursa de motocròs.
Durant anys, la prova va tenir lloc al circuit de Jamioulx, Bèlgica, fins que la infraestructura del circuit ja no pogué fer front a la dimensió que havia pres la prova, moment en el qual Joël Robert i el seu equip deixaren de convocar l'esdeveniment després de l'edició de 1998. Aleshores, el Motocross Club Haut-pays n'agafà el relleu i el 2000 començà a organitzar una competició similar a la propera població d'Angreau, Honnelles, amb algunes modificacions i innovacions com ara la Coupe 85cc. Darrerament s'hi han anat afegint curses complementàries, com ara la Coupe des Ancêtres per a motos de l'època de Joël Robert, convocada durant uns quants anys. El 2010 s'hi va incloure una cursa de motos elèctriques, pilotades per pilots de renom actuals i antics. D'altres complements són les curses de sidecarcross i de quads.
D'ençà del canvi d'organització, la prova ha anat agafant volada i s'ha passat dels prop de cinc equips estatals que participaren en la 34a edició -el 2004- als prop de 15 que hi participen actualment. L'esdeveniment tornà a canviar d'escenari coincidint amb la seva 41a edició, disputada el 7 d'octubre del 2012, passant a organitzar-se al circuit Saint-Joseph de Nismes (Viroinval). Des del 2016, la prova se celebra al circuit de la Ferme des Monts, a Baisieux (Quiévrain).

## Llista de guanyadors
Font:
A 12 de desembre de 2024
| Edició  | Any  | Individual                | Equip                   |
| ------- | ---- | ------------------------- | ----------------------- |
| I       | 1967 | Gaston Rahier             | Bèlgica                 |
| II      | 1968 | Fernand Detry             | Regne Unit              |
| III     | 1969 | Jiri Stodulka             | Bèlgica                 |
| IV      | 1970 | Jaak van Velthoven        | Bèlgica (a)             |
| V       | 1971 | Jaroslav Falta            | Txecoslovàquia          |
| VI      | 1972 | Harry Everts              | Bèlgica                 |
| VII     | 1973 | Jean-Claude Laquaye       | Bèlgica                 |
| VIII    | 1974 | André Malherbe            | Bèlgica                 |
| IX      | 1975 | André Vromans             | Bèlgica                 |
| X       | 1976 | Graham Noyce              | Regne Unit              |
| XI      | 1977 | Neil Hudson               | Regne Unit              |
| XII     | 1978 | Robert Greisch            | Itàlia                  |
| XIII    | 1979 | Michele Rinaldi           | Bèlgica                 |
| XIV     | 1980 | Eric Geboers              | Bèlgica                 |
| XV      | 1981 | Johan Martens             | Regne Unit              |
| XVI     | 1982 | Dave Thorpe               | Regne Unit              |
| XVII    | 1983 | Jacky Martens             | Països Baixos           |
| XVIII   | 1984 | Anders Eriksson           | Països Baixos           |
| XIX     | 1985 | Massimo Manzo             | Itàlia                  |
| XX      | 1986 | Patrick Demaria           | França                  |
| XXI     | 1987 | Peter Dirckx              | Regne Unit              |
| XXII    | 1988 | Mark Banks                | Regne Unit              |
| XXIII   | 1989 | Paul Malin                | Regne Unit              |
| XXIV    | 1990 | Stefan Everts             | Bèlgica                 |
| XXV     | 1991 | Ante Huseby               | Suècia                  |
| XXVI    | 1992 | Jason Higgs               | Regne Unit              |
| XXVII   | 1993 | Jaimy Scevenels           | Regne Unit              |
| XXVIII  | 1994 | Joakim Eliasson           | Suècia                  |
| XXIX    | 1995 | Markus Kaufmann           | Bèlgica                 |
| XXX     | 1996 | Cédric Melotte            | Bèlgica                 |
| XXXI    | 1997 | Petri Jarvela             | Suècia                  |
| XXXII   | 1998 | Gordon Crockard           | Regne Unit              |
|         | 1999 | No disputada              | No disputada            |
| XXXIII  | 2000 | Steve Ramon               | Bèlgica                 |
|         |      | 2001 - 2004: No disputada |                         |
| XXXIV   | 2005 | Jonas Wings               | Suècia                  |
| XXXV    | 2006 | Romain Maurez             | Països Baixos           |
| XXXVI   | 2007 | Jeremy van Horebeek       | Bèlgica                 |
| XXXVII  | 2008 | Evgueni Bobryschev        | Bèlgica                 |
| XXXVIII | 2009 | Harri Kullas              | Bèlgica                 |
| XXXIX   | 2010 | Jérémy Delincé            | Bèlgica                 |
| XL      | 2011 | Maxime Despray            | França                  |
| XLI     | 2012 | Janvier Yerki             | Bèlgica                 |
| XLII    | 2013 | Julien Van Stippen        | Bèlgica                 |
| XLIII   | 2014 | Brent Van Doninck         | Suïssa                  |
| XLIV    | 2015 | Nathan Renkens            | Bèlgica                 |
| XLV     | 2016 | Anton Golen               | Suècia                  |
| XLVI    | 2017 | Josh Gilbert              | Estònia                 |
| XLVII   | 2018 | Mikkel Haarup             | Irlanda                 |
| XLVIII  | 2019 | Håkon Frederiksen         | Noruega                 |
|         | 2020 | No disputada (COVID-19)   | No disputada (COVID-19) |
| XLIX    | 2021 | Tom Guyon                 | Suècia                  |
| L       | 2022 | Sam Nunn                  | Regne Unit              |
| LI      | 2023 | Joël Rizzi                | Suècia                  |
| LII     | 2024 | Billy Askew               | Regne Unit              |

1. ↑  Hi apareixen en negreta aquells guanyadors que esdevingueren, uns anys més tard, Campions del Món de motocròs.